# Wii Party
Wii Party (Wiiパーティ) é um jogo social desenvolvido pela NDcube e Nintendo Entertainment Analysis & Development e publicado pela Nintendo para o Wii. O jogo usa vários elementos da série Mario Party, outra franquia da Nintendo. É também o primeiro jogo da série Wii a não ter a participação de Shigeru Miyamoto em sua produção. O jogo foi lançado no Japão em 8 de julho de 2010, na América do Norte em 3 de outubro de 2010, na Austrália em 7 de outubro de 2010, e na Europa em 8 de outubro de 2010. Wii Party foi revelado por Satoru Iwata em um briefing de resultados financeiros em 7 de maio de 2010. O jogo teve reações de mistas a positivas dos críticos, e vendeu 6.03 milhões de cópias mundialmente em julho de 2011.

## Jogabilidade
Wii Party apresenta 13 modos de jogo diferentes, divididos em três categorias: Party Games, House Party Games e Pair Games. A maioria dos jogos integra o uso dos 80 minigames do Wii Party. O jogo também oferece modos adicionais que fazem uso exclusivo dos minigames.
Party Games são jogos onde quatro jogadores competem um contra o outro. Dois modos nessa categoria, Board Game Island e Globe Trot, são similares a um tradicional jogo de tabuleiro: o jogador lança o dado e dá o número indicado de passos (Miis são usados para representar as peças dos jogadores). No começo de cada rodada, é jogado um minigame que oferece vantagem aos vencedores, como um dado extra ou dinheiro. Em Board Game Island, o primeiro jogador a chegar ao final vence; e em Globe Trot, o mais similar em jogabilidade a Mario Party, jogadores percorrem o planeta buscando visitar destinos específicos, tais como Índia, Egito ou Estados Unidos, para comprar lembranças de paisagens, artigos ou pratos notáveis – o jogador com mais lembranças e dinheiro no final do jogo vence.
House Party Games são atividades que giram em torno dos jogadores. Um dos jogos (Quick Draw) foi lançado apenas no Japão.
Pair Games são jogos projetados apenas para dois jogadores, cooperativamente ou competitivamente.

## Desenvolvimento
Após o desenvolvimento de Mario Party 8, vários dos principais designers da Hudson Soft deixaram a empresa para entrar na subsidiária da Nintendo, NDcube. Wii Party foi revelado pela primeira vez ao público por Satoru Iwata durante uma apresentação a investidores na E3 de 2010, no dia 7 de maio. Em entrevista, a Nd Cube disse que "uma das atrações de Mario Party é que você pode jogar como seu personagem favorito", mas pensaram que "usar Miis fortaleceria a impressão de que é você mesmo que está jogando com seus amigos." A Nd Cube espera também que "pessoas joguem Wii Party pelos próximos vários anos como o novo padrão em software social."

## Recepção
Wii Party teve aceitação mista a positiva, com uma pontuação média de 68 pela Metacritic. A GameSpot deu ao Wii Party uma nota 8 entre 10, elogiando a variedade de jogos e modalidades. GameSpot acrescentou também que Wii Party é "melhor e mais rápido" que Mario Party. A Nintendo World Report também deu uma nota 8 entre 10, citando que uma "reclamação comum em Mario Party é que o jogo tem muitas coisas que freiam a jogabilidade, tais como múltiplas armadilhas em um só tabuleiro e ter que esperar o jogador termine sua rodada. Wii Party evita isto, acelerando a jogabilidade." A IGN deu ao jogo um 7 entre 10, criticando os gráficos dizendo que, apesar de coloridos, não são "exatamente atraentes", mas elogiou a Nintendo por ter feito um bom trabalho em permitir que jogadores sigam instruções para conseguir chegar a objetivos. A GameTrailers deu ao jogo um 7.9, dizendo que, "apesar de alguns modos ruins e pequenos problemas de controle, [o jogo] não desagrada".
Phil Kollar da Game Informer declarou em uma crítica negativa que "os mais de 80 minigames de Wii Party compartilham a mesma qualidade desbalanceada que passei a esperar de Mario Party, o que faz sentido já que vários deles são versões de jogos daquela série. Os metajogos são ainda piores. Enquanto que Mario Party dava aos jogadores múltiplos tabuleiros, Wii Party apresenta múltiplos tipos de jogos, um menos empolgante que o outro."

## Vendas
Em sua primeira semana no Japão, Wii Party vendeu 230.000 e se consagrou o jogo mais vendido da semana no país. Em 5 de outubro de 2010, Wii Party já havia vendido 1.350.791 unidades no Japão. O título já conta com 6.03 milhões de cópias vendidas mundialmente em julho de 2011.